# درلوپا (کرایوو)
درلوپا (به صربی: Drlupa) یک منطقهٔ مسکونی در صربستان است که در کرالیفو واقع شده‌است. درلوپا ۱۴۳ نفر جمعیت دارد.